# Niższe Seminarium Duchowne Ojców Franciszkanów w Niepokalanowie im św. Maksymiliana Kolbego
Niższe Seminarium Duchowne w Niepokalanowie – męskie, prywatne liceum ogólnokształcące o profilu humanistycznym, działające w latach 1929–2009.

## Historia
Szkoła została założona przez brata o. Maksymiliana Kolbego o. Alfonsa Kolbego. Była położona na terenie klasztoru franciszkańskiego Niepokalanów w Paprotni. Ostatnim rocznikiem, który zdał w niej egzamin maturalny był rocznik 2008. W miejsce Niższego Seminarium Duchownego w Niepokalanowie powołano Ośrodek naukowo-badawczy Uniwersytetu Kardynała Stefana Wyszyńskiego Instytut „Kolbianum”, gdzie odbywają się studia doktoranckie z teologii. 
W latach 1982–1989 historii uczył w szkole Bronisław Komorowski, prezydent Polski w latach 2010-2015.
Absolwentem szkoły jest biskup Jan Kazimierz Wilk, w latach 1998-2004 biskup Formosa, od 2004 biskup Anápolis.